# Albert Liénard
Albert Liénard (* 9. Januar 1938 in Quaregnon; † 31. März 2011) war ein belgischer Politiker des Centre Démocrate Humaniste (cdH).

## Leben
Nachdem er sein Hochschuldiplom kurzer Dauer (Regendat) in Wissenschaften und Geografie erlangt hatte, war Liénard zunächst als Lehrer beschäftigt. Seinen Sprung in die Lokalpolitik machte er im Jahr 1970, als er für die christlich-soziale Parti Social-Chrétien (PSC) in den Gemeinderat von Eugies gewählt wurde. Dieses Mandat behielt er – nach der Gemeindefusion von 1977 in Frameries – bis ins Jahr 2009.
Nach einem kurzen Verbleib in der Abgeordnetenkammer richtete Liénard sein Tätigkeitsfeld hauptsächlich auf die im Jahr 1980 geschaffene Wallonische Region aus. Im Jahr 1985 erhielt er somit in der Regierung seines Parteikollegen Melchior Wathelet (PSC) das Amt des Raumordnungsministers, das er bis 1992 innehatte. Ab 1992 wechselte er ins Amt des Beschäftigungsminister und war zudem für den Außenhandel zuständig. In diesem Rahmen gründete er die Agence Wallonne à l'Exportation et aux Investissements étrangers (AWEX), die wallonische Agentur für Export und ausländische Investitionen. Nach den Wahlen von 1995 verlor Liénard seinen Ministerposten und tagte bis 2004 wieder als einfacher Abgeordneter im wallonischen Parlament.
Am 31. März 2011 starb Albert Liénard im Alter von 73 Jahren.

## Übersicht der politischen Ämter
- 1970–2009: Mitglied des Gemeinderats von Frameries (bis 1977 Eugies)
- 1979–1995: Mitglied der Abgeordnetenkammer (teilweise verhindert)
- 1980–2004: Mitglied des wallonischen Parlamentes (teilweise verhindert)
- 1985–1988: Minister der Wallonischen Region für Raumordnung, ländliches Leben und Wasserpolitik
- 1988–1992: Minister der Wallonischen Region für Raumordnung, neue Technologien und Außenbeziehungen
- 1992–1993: Minister der Wallonischen Region für technologische Entwicklung und Beschäftigung
- 1993–1995: Minister der Wallonischen Region für technologische Entwicklung, wissenschaftliche Forschung, Beschäftigung und berufliche Ausbildung